# トロント・ウルフパック
トロント・ウルフパック（Toronto Wolfpack）は、カナダ・トロントを本拠地とするプロラグビーリーグクラブである。イングランドを中心とするスーパーリーグに参加している。2016年創設。初シーズンとなった2017年は3部のリーグ1で1位となり、2部のRFLチャンピオンシップに昇格した。チャンピオンシップでは2年連続でレギュラーシーズンのチャンピオンとなった。2018年、クラブはスーパーリーグ参戦プレーオフ「ザ・クオリファイヤーズ」に参加したが、昇格まで1勝届かなかった。2019年シーズンの終り、クラブはプレーオフを勝ち抜き、スーパーリーグへの昇格を果たした。2020年にスーパーリーグを脱退し、2021年からはen:North American Rugby Leagueに加入している。
クラブはイギリスのラグビーリーグシステムでプレーする初の北米のチームである。カナダ初の完全なプロラグビーリーグチームでもあり、大西洋横断的な初のラグビーリーグチームでもある（トロントに加えてロンドンでもホームゲームを開催した）。
2014年、ラグビーフットボールリーグ（RFL）は、カナダの競技統括団体カナダラグビーリーグのチェアマンを務めるEric Perezが率いるトロントを拠点とする合弁企業からイギリスのラグビーリーグの3部への参入申請を受けた。クラブのオーナーは、カナダ人実業家らと鉱山業を経営するオーストラリア人億万長者David Argyleからなる10名のグループである。オーナーグループはリーグへの加盟許可のためのおよそ50万米ドルを支払った。チームがイギリスのラグビーリーグ体制に加入するための条件は、1部のスーパーリーグ以外に所属する全てのアウェーチームの渡航および滞在費用を負担する、というものだった。

## タイトル
- ディビジョン2 / チャンピオンシップ
  - シーズン優勝 (2): 2018, 2019
  - プレーオフ優勝 (1): 2019
- ディビジョン3 / リーグ1
  - シーズン優勝 (1): 2017